# Plastocyanin

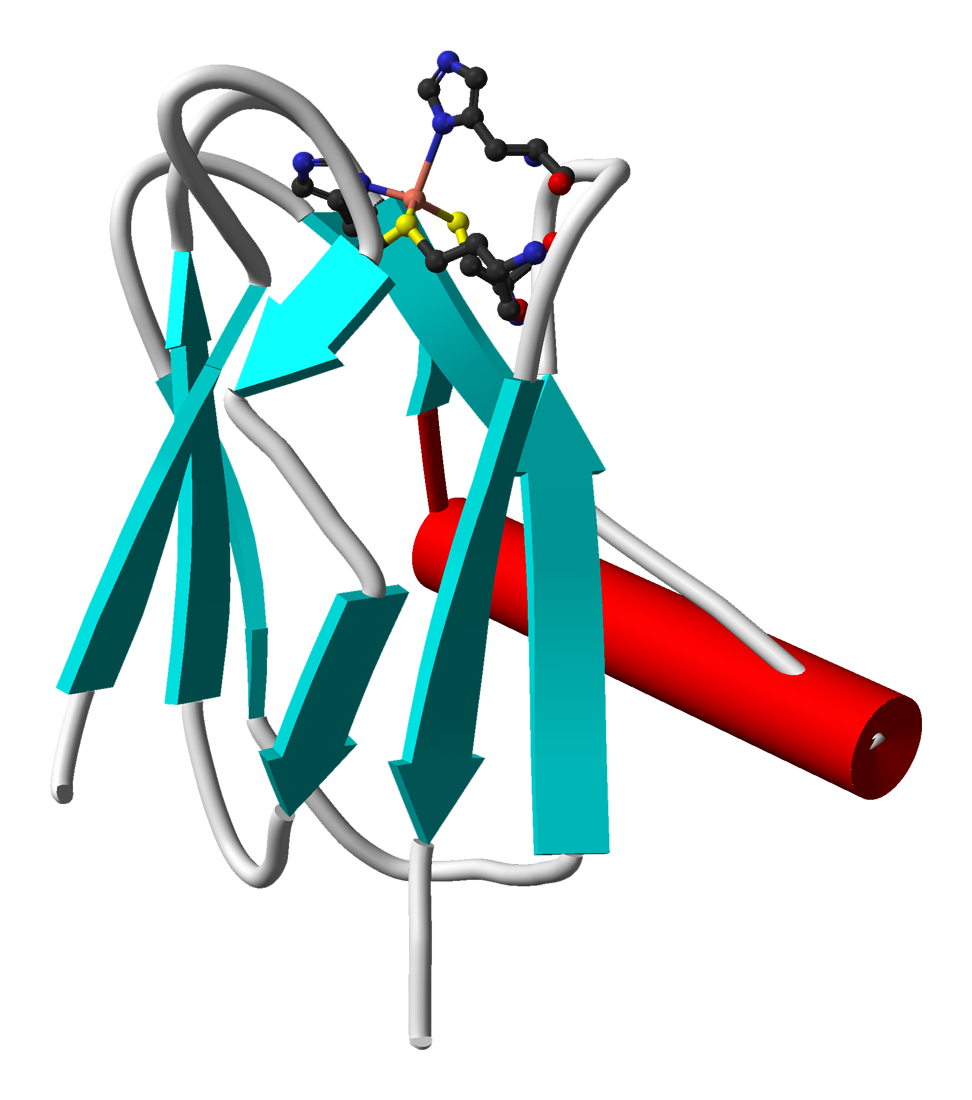
Struktura plastocyaninu

Plastocyanin (Pc) je protein, který se účastní fotosyntetického elektronového transportního řetězce. Přenáší elektrony od cytochromu f (komplex b6f) z fotosystému II k fotosystému I (P700).

## Struktura
Struktura plastocyaninu je na terciární úrovni bohatá na beta–skládaný list. V oxidačně-redukčním centru plastocyaninu se nachází na čtyřech aminokyselinových zbytcích upevněný atom mědi, jenž umožňuje přenos elektronů.